# Andacht

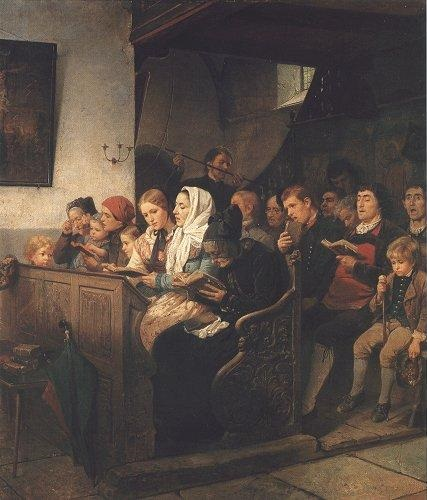
Benjamin Vautier (1829–1898) Dorfkirche mit Andächtigen

Andacht ist im allgemeinen Sinn die innere Sammlung, Aufmerksamkeit (Attentio) oder Anteilnahme, im religiösen Sinne die geistliche Sammlung der Gedanken im Gebet oder „religiöse Versenkung“. Außerdem bezeichnet Andacht einen meist kurzen Gottesdienst.

## Etymologie
Nachgewiesen wurde im Althochdeutschen anathāht im  10. Jahrhundert, mittelhochdeutsch andāht für ‚Denken an etwas, Aufmerksamkeit, Hingabe‘ als eine Abstraktbildung zu althochdeutsch anathenken ‚an etwas denken‘ im 9. Jahrhundert. Der religiöse Bezug als ‚Hinwendung zu Gott‘ wurde im Mittelhochdeutschen des 12. Jahrhunderts vorherrschend und blieb anders als im Niederländischen (aandacht für ‚Aufmerksamkeit‘) im Niederdeutschen erhalten. Gleichzeitig entwickelte sich aus diesem Gebrauch auch der allgemeinere Sinn als ‚Hingabe, innere Sammlung‘ heraus. Das Adjektiv andächtig steht für ‚ergriffen, versunken, hingebungsvoll‘, abgeleitet aus dem Althochdeutschen anathāhtīg im 11. Jahrhundert, sowie dem Mittelhochdeutschen andæhtec ‚an etwas denkend, eingedenk, andächtig‘.

## Christentum

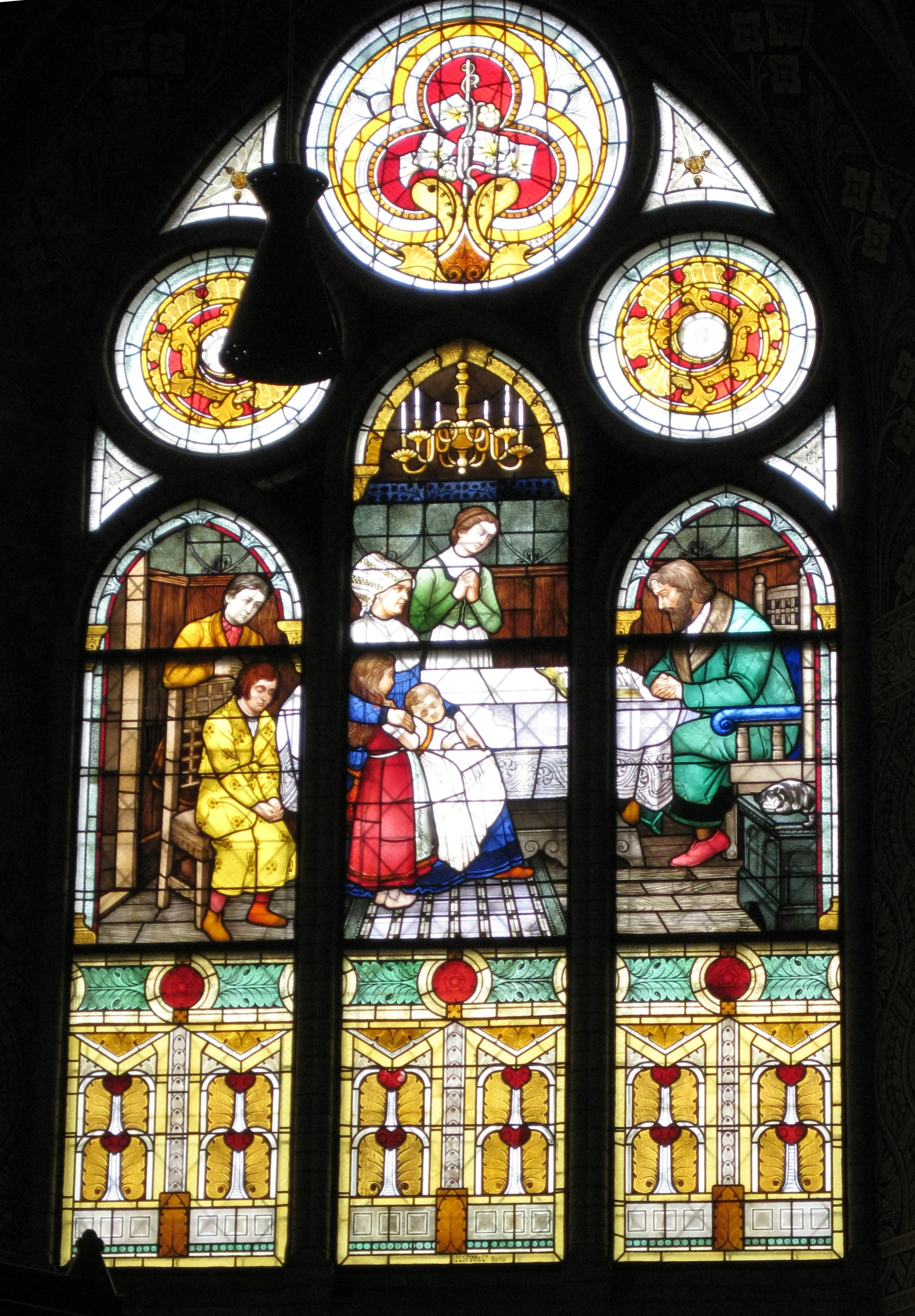
Eine lutherische „Hausandacht“ im Familienkreis auf einem Fenster der Brüderkirche Altenburg

Andacht bezeichnet im christlichen Sinn die geistliche Hinwendung (Devotio) zum dreieinigen Gott sowie die konkrete Form, in der sich diese geistliche Sammlung vollzieht.
In der römisch-katholischen Kirche gelten Andachten als fromme Übungen (pia exercitia, Andachtsübung), die – anders als die heilige Messe und das Stundengebet – nicht zur Liturgie der Kirche gehören, aber den Gläubigen empfohlen werden, da sie der Vertiefung und Festigung des Glaubens dienen und eine christliche Lebensführung fördern.
Beispiele für Andachten sind im Laufe des Kirchenjahres Kreuzwegandachten, Fastenandachten, Maiandachten oder Rosenkranzandachten. Eine Andacht steht oft am Beginn oder am Ende eines Tages (Ausklang), als Jahresschlussandacht auch am Ende eines kalendarischen Jahres.
Vor allem im evangelischen Christentum gewinnen freiere Formen, bis hin zur Gesprächsandacht, an Bedeutung. Auch Kombinationen von vorgegebenen Gebetsformen und freie Ausgestaltungen sind möglich. Eine verbreitete Andachtsform ist die Meditation, bei der ein Wort, Bild oder Gegenstand zum Ausgangspunkt einer stillen Besinnung wird.
Andachten können sowohl von einzelnen Gläubigen als auch von Gruppen, in Kirchen wie auch außerhalb gehalten werden, zum Beispiel in Schulen oder Krankenhäusern sowie über den Rundfunk. Oft geschieht dies zu einem bestimmten Anlass. Online-Andachten können in Form von Chats durchgeführt werden, bei denen die Teilnehmer gemeinsam im virtuellen Raum beten.
Die Leitung einer Andacht ist nicht einem Geistlichen vorbehalten – auch innerhalb des Kirchengebäudes kann jeder vom Pfarrer der Gemeinde damit betraute Laie eine Andacht leiten.